# Zgoń
Zgoń (niem. Zgoin) – dzielnica Orzesza położona na jego południowym krańcu. Ze wszystkich stron otoczona jest lasami.

## Nazwa
Nazwa pochodzi od staropolskiej nazwy „zgon” lub „zgoń określającej czynność zaganiania ryb do sieci lub ławicę ryb holowaną w sieci przez rybaków. Heinrich Adamy w swoim dziele o nazwach miejscowości na Śląsku wydanym w 1888 r. we Wrocławiu wymienia jako najstarszą zanotowaną nazwę miejscowości Zgon podając jej znaczenie „Fischzugplatz” czyli po polsku „Miejsce łowienia ryb”. Pierwotna nazwa została później przez Niemców zgermanizowana na Zgoin tracąc swoje pierwotne znaczenie.

## Historia
Jako wieś komorną podległą panom pszczyńskim po raz pierwszy wymienia się Zgoń w XIV w. Obszar Zgonia stanowiła polana leśna, która była miejscem polowań właścicieli. 
W dokumencie sprzedaży księstwa pszczyńskiego wystawionym przez Kazimierza II cieszyńskiego w języku czeskim we Frysztacie w dniu 21 lutego 1517 r. wieś została wymieniona jako Zgony.
W 1837 r. na żądanie chłopów zgońskich, książę z Pszczyny wybudował w wiosce szkołę z mieszkaniem dla nauczyciela. W 1862 r. postawiono na tym samym miejscu szkołę murowaną, piętrową krytą gontami. Budynek ten został w 1960 r. wyremontowany i służy wiosce do dzisiaj. Idea budowy kościoła narodziła się wśród mieszkańców Zgonia, chodzących w tym czasie na nabożeństwa do Woszczyc. Dopiero w 1934 r. kuria katowicka odłączyła Zgoń od Woszczyc. Mieszkańcy wioski pozostawili wtedy obszerną kaplicę. W 1935 r. gmina utworzyła komitet budowy kościoła, by ze zbiórek pieniężnych rozpocząć budowę. Kościół pod wezwaniem św. Antoniego postawiono i poświęcono w 1937 r. Ostatecznie ukończono kościół po wojnie, a samodzielną parafią Zgoń stała się w 1957 r.
W 1921 r. podczas plebiscytu zdecydowanie zwyciężyła opcja propolska - głosowały na nią 404 osoby, natomiast za Niemcami tylko 17.
3 września 1939 żołnierze Wehrmachtu zamordowali 8 Polaków (w tym 2 kobiety i dziecko). Ofiary zostały pochowane we wspólnej mogile.
W Zgoniu działa Ochotnicza Straż Pożarna.